# Beatrice Portinari
Beatrice Portinari   (Florència, 1266 (Gregorià) - Florència, 1290) anomenada també Bice, és, segons alguns crítics literaris, la figura històrica rere el personatge dantesc de Beatriu.
Va ser la dona que va estimar Dante Alighieri i la musa que el va inspirar. També s'explica que el poeta només la va veure una vegada i ni tan sols li va parlar. Una altra versió és que la va inventar per complet i tindria un significat simbòlic. Jacopo Alighieri, fill de Dante, identifica el personatge amb les sagrades escriptures, mentre que el seu germà, Pietro, la identifica amb Beatrice Portinari, tot i que pensa que és una al·legoria de la teologia.
Alguns autors, entre els quals Tommaso Casini, indiquen que Beatrice podria ser la filla de Folco Portinari da Portico di Romagna, que, en mudar-se a Florència, va viure en una casa propera a la de Dante i va tenir sis filles (una d'elles casada amb un tal Simone de Bardi). La família Portinari era molt rica i important i Folco va tenir el mèrit de fundar el que avui roman l'hospital principal del centre de la capital toscana, l'Ospedale di Santa Maria Nuova. Però és sobretot Giovanni Boccaccio, primer biògraf de Dante, qui difon la creença que Beatrice era una dona real, a través de la descripció de la primera trobada entre Dante i Beatrice. En el segle xix la majoria d'estudiosos de l'obra de Dante la consideren només una al·legoria. Tanmateix, avui dia no es posa en dubte que Beatrice va ser una dona real, si bé hi ha autors que li atribueixen un paper merament anecdòtic.
Els espais i els temps de la vida d'aquesta jove corresponen amb el que Dante n'escriu a la Vida nova: per tant, es considera que va néixer el 1266 i que Dante la va veure per primera vegada quan ella tenia vuit anys i ell n'havia fet nou. Després de casar-se amb el banquer Simone dei Bardi el 1287, se suposa també que va morir el 1290, amb només vint-i-quatre anys. El sepulcre es troba a la petita església de Santa Margherita dei Cerchi, prop de l'edifici que avui dia acull el museu Casa di Dante.
En morir Beatrice, Dante, desesperat, va estudiar filosofia i va trobar refugi en la lectura dels textos llatins, escrits per homes que, com ell, havien perdut una persona estimada. La fi de la crisi del poeta coincideix amb la composició de la Vida nova.

## En la ficció
Beatriu és el personatge femení principal de la Vida nova i La Divina Comèdia de Dante. Superant el rol de donna angelicata de la tradició immediatament anterior a l'autor florentí, el paper de Beatriu a La Divina Comèdia és el de guiar el protagonista del poema en el tram final, el paradís, per ajudar-lo a trobar el camí recte fins al punt més alt del Cel.

## Galeria d'imatges

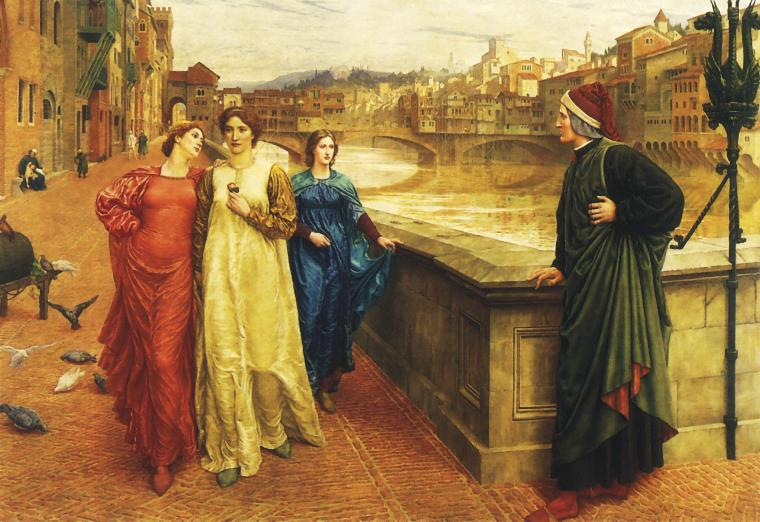
Dante i Beatriu, obra del pintor prerafaelita Henry Holiday, que imagina la trobada entre Dante i Beatriu al Ponte Santa Trìnita
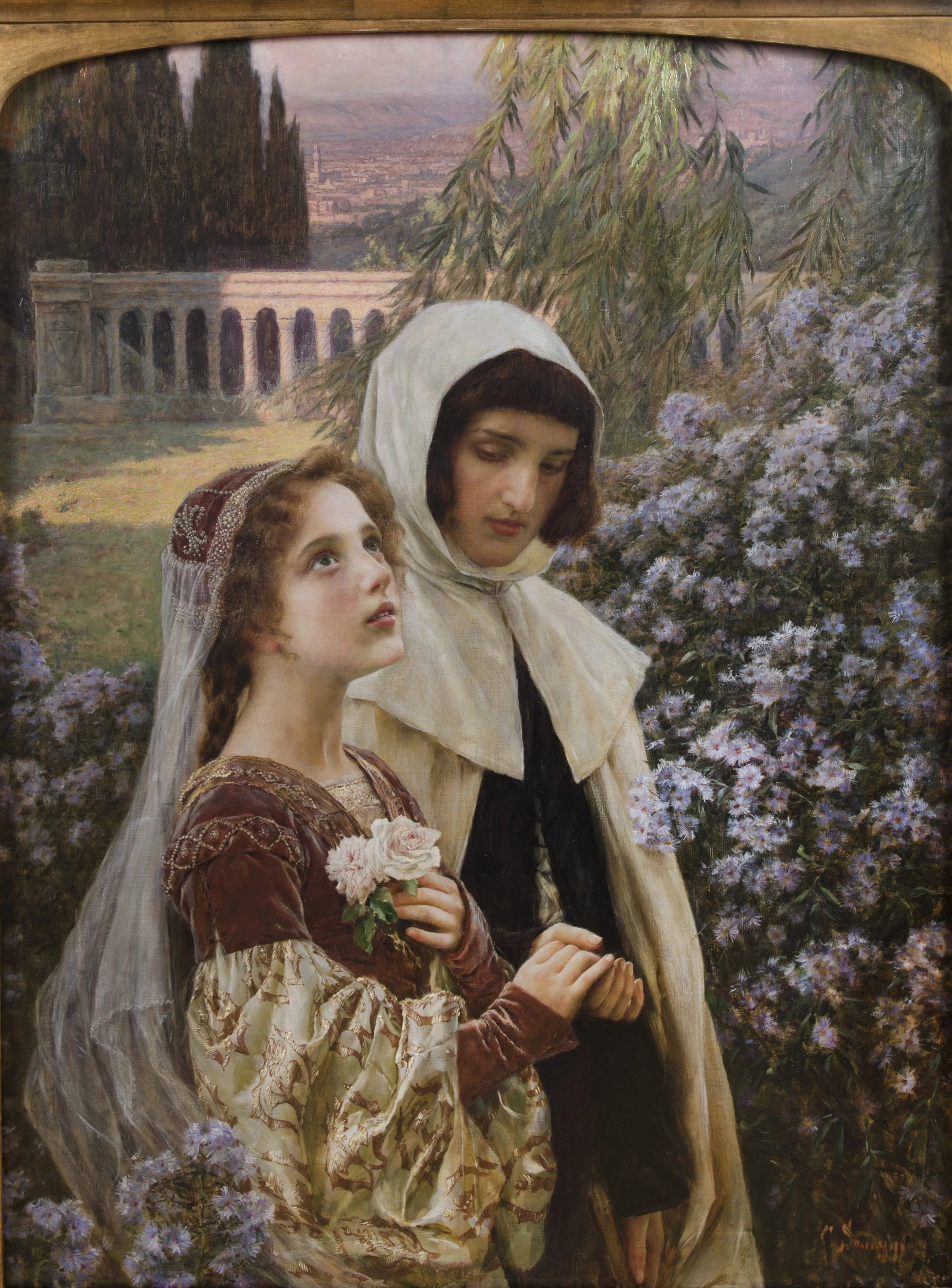
Incipit vita nova, Dante and Beatrice in the garden, 1903, Pre-Raphaelite masterpiece by Cesare Saccaggi da Tortona.